# Batteria Valdilocchi
La Batteria Valdilocchi fa parte del complesso difensivo costruito per la base navale della Spezia nel tardo XIX secolo. Il suo impianto risale al 1880.
La pianta della batteria è a forma pentagonale; la base è rivolta verso il mare mentre il versante opposto è appositamente progettato per essere rivolto contro i possibili attacchi provenienti dall’entroterra. 
L'accesso alla batteria è sul lato prospiciente il mare ed è  protetto da un profondo fossato di difesa. A valle della batteria si trova l'edificio a due piani del corpo di guardia.
Il materiale usato per la costruzione è soprattutto la stessa pietra locale usata anche per la costruzione delle mura di recinzione dell'Arsenale, mentre gli archi e le volte sono in mattoni.
Nella batteria Valdilocchi si possono ancora vedere le scanalature dei binari, i pozzi per l'elevazione e, nelle riservette accanto alle piazzo, le guidovie per il trasporto dei proietti ai pezzi.
Il percorso per raggiungere la batteria si svolge lungo una strada militare sterrata che sale dalla località Pagliari, dove si trovava una polveriera che era a servizio della batteria e delle artiglierie dell’omonimo molo (altrimenti detto molo Pirelli dalla vicina fabbrica).

## Vicende storiche
Nell'agosto 1898 un soldato della Valdilocchi, improvvisamente impazzito, s'impadronì delle armi minacciando i commilitoni e fu fermato da un ufficiale in servizio.
Il 3 luglio 1916 un carico di munizioni e polvere da sparo esplose sul molo Pagliari, anche detto "molo Pirelli" e che asserviva la Batteria Valdilocchi (oltre alla flotta da guerra e ai numerosi Forti sulle alture che circondavano la Base navale della Spezia). L'esplosione fu devastante, si contarono centinaia di vittime tra morti, dispersi e feriti.
Un monumento dello scultore Carmassi nel cimitero cittadino ricorda le vittime dell'incidente.
Nel 1945 parte della struttura è stata minata dalle truppe tedesche in ritirata; dopo la distruzione il luogo della struttura è rimasto abbandonato per lungo tempo.
Nel quadro del recupero delle storiche strutture difensive della città, nel 2022 il complesso della batteria è stata restaurato, reso visitabile e utilizzato come sede di iniziative culturali.
La batteria è vincolata dal Ministero dei Beni Culturali - Segretariato Regionale per la Liguria.